# Heliophanus dilutus
Heliophanus dilutus este o specie de păianjeni din genul Heliophanus, familia Salticidae, descrisă de Denis, 1936 [1937. Conform Catalogue of Life specia Heliophanus dilutus nu are subspecii cunoscute.